# Liskovac (arheološko nalazište)
Liskovac je gradina na istoimenoj uzvisini u Zmijavcima.

## Opis
Vrijeme nastanka: 2300. pr. Kr. do 1600. godine. Arheološko nalazište Liskovac nalazi se na istoimenom uzvišenju u općini Zmijavci. Radi se o jednoj od najbolje sačuvanih prapovijesnih gradina u Dalmaciji, dimenzija je 80x80 m. Cijeli plato prstenasto okružuje bedem na kojem je vidljiv i kasniji antički tj. kasnoantički bedem zidan vapnenim mortom. Po gradini se i danas vide ostatci prapovijesnih kuća. Na južnom dijelu bedema nalazi se i jedan neukrašeni stećak-ploča. Na padinama i uokolo gradine su manje prapovijesne gomile koje su u uskoj vezi sa životom na ovoj gradini.Višeslojno arheološko nalazište Liskovac svjedoči nam o ranom i kontinuiranom naseljavanju ovog područja, te kao takvo predstavlja vrijedan spomenik kulture ovoga kraja.

## Zaštita
Pod oznakom Z-6409 zavedena je kao nepokretno kulturno dobro - pojedinačno, pravna statusa zaštićena kulturnog dobra, klasificirano kao "arheološka baština".